# Fenotip
Fenotip je skupek vidnih in biokemičnih določljivih znakov, ki se razvijejo pri kakem organizmu zaradi njegovega genotipa in vpliva okolja.
fenotip(ožji pomen)-stanje izraženih lastnosti osebka v določenih okoljskih razmerah.
fenotip(širši pomen)-zbir vseh osebkovih lastnosti,ki jih njihovi geni določajo in se v določenih okoljskih razmerah izrazijo.

## Zgodovina
Razlikovanje med genotipom in fenotipom je leta 1911 predlagal Wilhelm Johannsen, da bi se s tem jasno razmejilo med dednostjo in dejanskim izražanjem podedovanega.